# Thru Your Phone
«Thru Your Phone» (с англ. — «В твоём телефоне») — песня американской хип-хоп исполнительницы и автора песен Карди Би, выпущенная 6 апреля 2018 года на лейбле Atlantic в составе дебютного студийного альбома исполнительницы Invasion of Privacy (2018). Продюсер Эндрю Уотт и со-автор песни Александра Тампоси исполнили бэк-вокал в припеве.

## Композиция
В лирическом плане «Thru Your Phone» рассказывает о том, как главная героиня находит откровенные переписки в телефоне своего партнёра и подумывает ему отомстить. Rolling Stone в своей статье сравнили песню с Ду-воп балладой и отметили её как одну из двух «самых эмоционально сильных» песен дебютного альбома Карди (вторая — «I Do»).

## Восприятие
Песня получила положительные отзывы от музыкальных критиков. Нил Юнг из AllMusic посчитал трек «непоколебимым и интересным». Рассматривая в песне мотивы мести, Юнг предположил, что рассказчица песни настолько зла на неверного мужчину, что в один день он может быть отравлен отбеливателем. Он назвал это "такой себе старой доброй поножовщиной, «мультяшной, но в то же время реалистичной». Ник Левин из NME заявил: «То, как Карди переходит от праведной ярости к жалобному отчаянию в треке „Thru Your Phone“, посвящённому неверности её партнера, захватывает и заставляет ощутить все эти эмоции на себе».

## Чарты
| Чарты (2018)                          | Высшая позиция |
| ------------------------------------- | -------------- |
| Канада (Billboard Canadian Hot 100)   | 80             |
| США (Billboard Hot 100)               | 50             |
| США (Billboard Hot R&B/Hip-Hop Songs) | 29             |

| Чарт (2022)   | Высшая позиция |
| ------------- | -------------- |
| Литва (AGATA) | 1              |

## Сертификации
| Регион                                                                      | Сертификация  | Продажи   |
| --------------------------------------------------------------------------- | ------------- | --------- |
| Великобритания (BPI)                                                        | Серебряный    | 200 000   |
| США (RIAA)                                                                  | 2× Платиновый | 2 000 000 |
| Данные о продажах + прослушиваниях приведены только на основе сертификации. |               |           |